# Kelermesskaja
Kelermesskaja (in lingua russa Келермесская) è un centro abitato del dell'Adighezia, situato nel Giaginskij rajon. La popolazione era di 2.856 come di 2019. Ci sono 26 strade.